# 아프리카의 식민지화
외부 아프리카의 식민지화 또는 아프리카의 식민화의 역사는 식민지화라는 용어의 정의에 따라 고대사, 중세, 현대사로 거슬러 올라간다.
고대 그리스인, 로마인, 아랍인, 말레이인들은 모두 아프리카 대륙에 식민지를 건설했으며 그 중 일부는 수세기 지속되었다.

## 식민지 목록
- 독일령 동아프리카
- 영국령 동아프리카
- 이탈리아령 동아프리카
- 프랑스령 서아프리카

## 같이 보기
- 신식민주의
- 제3세계
- 아프리카의 인도인(en:Indian diaspora in Africa) - 당시 유럽국가들 중에서도 특히 대영 제국이 아프리카를 식민지화하면서 인도인들을 현지인 관리를 위한 중간계급으로 쓰기 위해 이주시켰으며 현재의 아프리카내 인교(印僑)들의 뿌리가 되었다